# إيرو دينست
أيرو دينست (بالألمانية: Aero-Dienst)‏ أو خدمات طائرة إسعاف

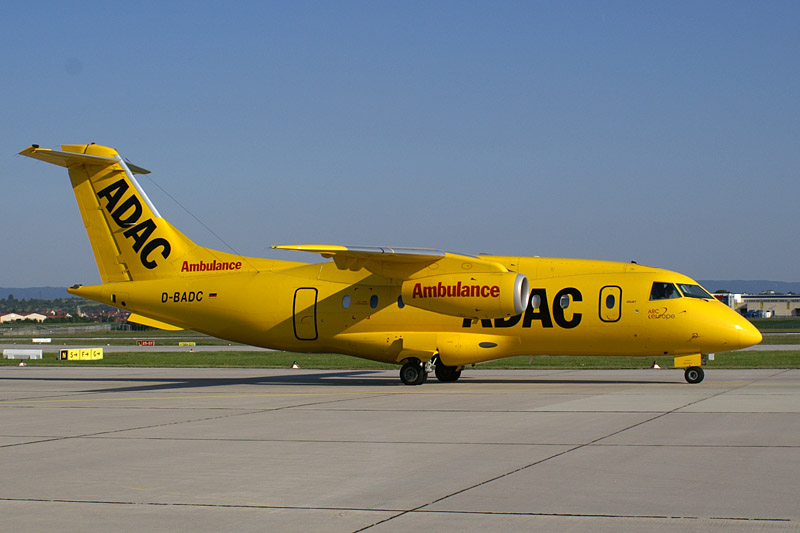
Dornier 328-300 der-Aero Dienst

هي شركة طيران ألمانية تقوم بإسعاف المرضي والمصابين، مقرها في نورنبرغ وقاعدتها في مطار نورنبرج.
تؤجر الشركة طائراتها الإسعافية الخاصة في جميع أنحاء العالم، للقيام بنقل المرضى والمصابين مع القيام بالإسعافات الأولية، ويقوم طاقم أطباء خاص بها بالعلاج الأولي من نوع الرعاية المركزة، وهي مجهزة لإجراء تلك الخدمات. وهي تقوم أيضا بإرسال طائراها تحت طلب نادي السيارات الألماني ADAC .
كما أن لها خدمات في نطاق صيانة الطائرات، وبيع وشراء طائرات، وتجهيز وإدارة طائرات مؤسسات. تتبع الشركة أربعة ورش كبيرة لصيانة الطائرات في مطار نورنبرج تبلغ مساحتها الكلية نحو 8000 متر مربع.

## تاريخها
تأسست إيرو دينست في عام 1958 على أن تكون شركة صيانة للمؤسسة الحربية «ديل» و «لشركة فاون» التي تنتج سيارات وحافلات. ثم تحولت في عام 1966 إلى شركة تعمل في الطيران وبدأت عمليات إدارة الطيران Aircraft Management . بعد ذلك بسنتين بدأت الشركة تعمل في بيع وصيانة وتأجير طائرات «ليرجيت» لخدمات طائرات الإسعاف.
وفي عام 1975 جهزت أسطولا من طائرات ليرجيت للإسعاف تابعا لنادي السيارات الألماني ADAC . وافتتحت في عام 1989 ورشة صيانة ثانية في مطار نورنبرغ. وفي عام 1998 أصبح نادي السيارات الألماني من ضمن شركاء شركة إيرو دينست. .
وفي عام 2008 قامت الشركة ببناء حظيرة طائرات إضافية.
وأصبحت إيرو دينست مركزا للخدمات للطائرات النفاثة من نوع Falcon 7X في عام 2009 . وأصبح في مقدورها ابتداءا من عام 2010 إجراء عمليات الهبوط الآلي من تصنيف CAT II/IIIA لطائرات Falcon 900EXy . ثم قامت في عام 2011 بتشييد حظيرة طائرات رابعة في نورنبرج.

## أسطول طائرات إيرو دينست
الأسطول في أكتوبر 2009 يتكون من 12 طائرة و1 مروحية:

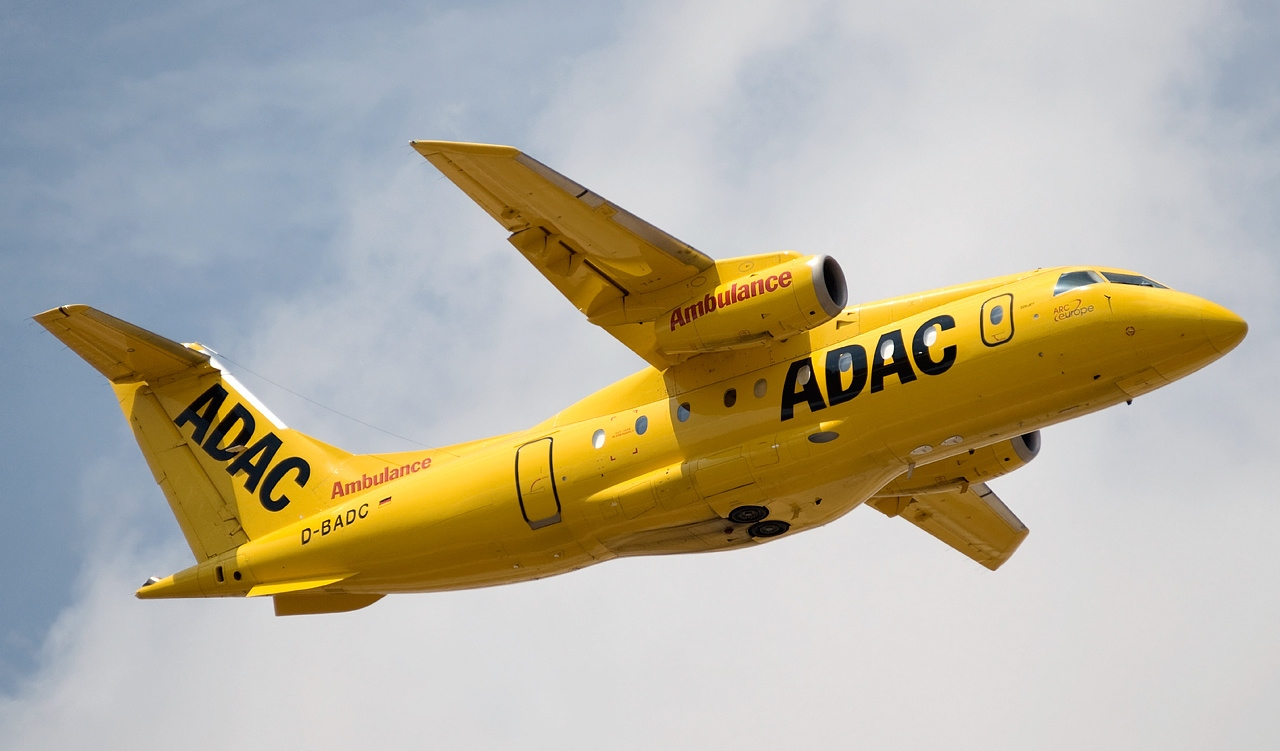
فيرتشايلد دورنير 328 جيه إي تي تعمل لـ أداك Ambulance بعد إقلاعها من مطار أليكانتي في إسبانيا عام 2009.

- 2 بيتشكرافت كينغ إير 350
- 1 سيسنا ستيشن جيت
- 1 داسو فالكون 900EX
- 2 دورنير 328 Jet
- 2 ليرجيت 31
- 1 ليرجيت 35
- 2 ليرجيت 45
- 1 Learjet 60
- 1 يوروكوبتر إي سي 135 P2

## محتويات الطائرة Learjet 60XR

### المواصفات التقنية
تستطيع الطائرة حمل مصابين بالإضافة إلى كرسيين للمرافقين.
- مدى الطائرة: 3800 كيلومتر
- ارتفاع الطيران: 15.500 متر
- السرعة: 860 كيلومتر في الساعة

### المعدات الطبية
- سريران متنقلان في كل منهما مواد طبية وأجهزة طبية.
- جهاز أكسجين طبي وأجهزة تنفس.
- شاشة مراقبة بيانات المرضى وجهاز معالجة رفرفة القلب.
- حقن وأدوية للحقن وطلمبات سحب من المرضى.
- أجهزة خاصة لتحليل الدم، وجهاز فحص بالموجات فوق الصوتية.
- خلية للمواليد الجدد وأجهزة تنفس.

### المعالجة على متن الطائرة
- مراقبة البيانات الطبية الأساسية للمرضى، مثل معدل ضربات القلب، وقياسات ضغط الدم، وفي حالة الضرورة، إجراء حقن بطلمبات منضبطة أتوماتيكية.
- تنفس اصطناعي.
- معالجات ضرورية: مثل تحليل غازي للدم، وبالموجات فوق الصوتية.

## وصلات خارجية
- www.aero-dienst.de
- Webpräsenz der Aero-Dienst